# Liste der Baudenkmäler in Salzkotten
Die Liste der Baudenkmäler in Salzkotten enthält die denkmalgeschützten Bauwerke auf dem Gebiet der Stadt Salzkotten im Kreis Paderborn in Nordrhein-Westfalen (Stand: 31. Dezember 2019). Diese Baudenkmäler sind in der Denkmalliste der Stadt Salzkotten eingetragen; Grundlage für die Aufnahme ist das Denkmalschutzgesetz Nordrhein-Westfalen (DSchG NRW).

## Baudenkmäler
| Bild | Bezeichnung | Lage                                                               | Beschreibung | Bauzeit               | Eingetragen seit   | Denkmal- nummer |
| --- | --- | ------------------------------------------------------------------ | --- | --------------------- | ------------------ | --------------- |
| Ehem. Vikariegebäude | Ehem. Vikariegebäude | Mantinghausen Lippestraße 7 Karte                                  | | 18. Jahrh.            | 3. Mai 1988        | 96              |
| weitere Bilder | Hofhaus | Mantinghausen Lippestraße 6 Karte                                  | | bez. 1850             | 22. Mai 1990       | 105             |
| weitere Bilder | Kath. Pfarrkirche St. Antonius | Mantinghausen Lippestraße/Sudhäger Straße Karte                    | | 1909                  | 15. November 1988  | 98              |
| Wegekreuz, Friedhof | Wegekreuz, Friedhof | Mantinghausen Alte Römerstraße/Plaggenweg Karte                    | | bez. 1909             | 20. Oktober 1987   | 81              |
| Bahnbrücke über die Alme | Bahnbrücke über die Alme | Niederntudorf Karte                                                | |                       | 2. Februar 1988    | 89              |
| Bahnhof Tudorf | Bahnhof Tudorf | Niederntudorf Antoniusstraße 4 Karte                               | | um 1900               | 14. Oktober 1986   | 44              |
| Hofanlage | Hofanlage | Niederntudorf Altmarweg 16 Karte                                   | | 1684                  | 2. Juni 1986       | 36              |
| weitere Bilder | Hofhaus | Niederntudorf Lohweg 4 Karte                                       | | 1789                  | 18. Dezember 1985  | 18              |
| Hofhaus | Hofhaus | Niederntudorf Lohweg 52 Karte                                      | | Mitte 19. Jh.         | 18. Dezember 1985  | 19              |
| Kath. Pfarrkirche St. Matthäus mit Kirchplatz                                                                                                  | Kath. Pfarrkirche St. Matthäus mit Kirchplatz                                                                                                  | Niederntudorf Matthäus-Ring Karte                                  | | 1857                  | 11. Juni 1985      | 10              |
| Kreuzigungsgruppe, Friedhof | Kreuzigungsgruppe, Friedhof | Niederntudorf Lohweg (Friedhof) Karte                              | | 1. Drittel 20. Jh.    | 20. Oktober 1987   | 69              |
| weitere Bilder | Nepomuk-Statue | Niederntudorf Haarener Straße/Almebrücke Karte                     | | 1799                  | 22. Dezember 1987  | 87              |
| Reliefplatte, einschl. Ummauerung | Reliefplatte, einschl. Ummauerung | Niederntudorf Rissenweg 2 (gegenüber Antoniusstraße 19) Karte      | | 18. Jh.               | 20. Oktober 1987   | 68              |
| Straßenbrücke über die Alme | Straßenbrücke über die Alme | Niederntudorf Kreisstraße 21 Karte                                 | | 1881                  | 20. Oktober 1987   | 71              |
| Wassermühle „Koke“ | Wassermühle „Koke“ | Niederntudorf Mühlenstraße 44 Karte                                | |                       | 22. Dezember 1987  | 88              |
| Wohnhaus, äußeres Erscheinungsbild | Wohnhaus, äußeres Erscheinungsbild | Niederntudorf Matthäus-Ring 4 Karte                                | | 1. Hälfte 18. Jh.     | 20. Oktober 1987   | 70              |
| weitere Bilder | Bildstock bei Hof Espen | Oberntudorf Espenfeld 31 Karte                                     | | bez. 1863             | 22. Oktober 1987   | 72              |
| weitere Bilder | Bildstockgehäuse | Oberntudorf Brunnenstraße 25 Karte                                 | | Ende 18. Jh.          | 20. Oktober 1987   | 74              |
| Deelentorgestell | Deelentorgestell | Oberntudorf Brunnenstraße 11 Karte                                 | | bez. 1797             | 18. Dezember 1985  | 20              |
| Hochkreuz Friedhof | Hochkreuz Friedhof | Oberntudorf Kleiner Hellweg Karte                                  | | bez. 1881             | 20. Oktober 1987   | 73              |
| Kath. Pfarrkirche St. Georg | Kath. Pfarrkirche St. Georg | Oberntudorf Von-Vincke-Straße 1 Karte                              | |                       | 11. Juni 1985      | 9               |
| Ehem. Stadtturm, sog. Bürgerturm | Ehem. Stadtturm, sog. Bürgerturm | Salzkotten Marktstraße 37 Karte                                    | | ca. 1247              | 6. September 1982  | 1               |
| Ehem. Stadttor, sog. Westerntorturm | Ehem. Stadttor, sog. Westerntorturm | Salzkotten Lange Straße/Am Wallgraben Karte                        | | ca. 1247              | 6. September 1982  | 2               |
| Fachwerk-Giebelh. sog. Haus „Löger“ | Fachwerk-Giebelh. sog. Haus „Löger“ | Salzkotten Klingelstraße 21 Karte                                  | |                       | 19. Oktober 1983   | 3               |
| Fachwerkhaus-Traufenhaus Fischer | Fachwerkhaus-Traufenhaus Fischer | Salzkotten Klingelstraße 11 Karte                                  | |                       | 16. Dezember 1983  | 4               |
| Fachwerktraufenhaus ‚Haus Jansen’ | Fachwerktraufenhaus ‚Haus Jansen’ | Salzkotten Lange Straße 49 Karte                                   | |                       | 11. Juni 1985      | 6               |
| Liboriuskapelle mit Altar und Liborius-Skulptur                                                                                                | Liboriuskapelle mit Altar und Liborius-Skulptur                                                                                                | Salzkotten Liboriusstraße 20 Karte                                 | | 1901–1902             | 11. Juni 1985      | 7               |
| weitere Bilder | Gut Dreckburg, Turmhaus, Seitenflügel und Gräfte                                                                                               | Salzkotten Dreckburg 1 Karte                                       | | 1347–1357             | 11. Juni 1985      | 8               |
| Ehem. Stadtturm, sog. Hexenturm | Ehem. Stadtturm, sog. Hexenturm | Salzkotten Schützenstraße, gegenüber Nr. 10 Karte                  | | ca. 1247              | 10. September 1985 | 11              |
| Heimathaus (ehem. Schule) | Heimathaus (ehem. Schule) | Salzkotten Klingelstraße 6 Karte                                   | |                       | 10. September 1985 | 12              |
| Ehem. Burgmannshaus, gen. Bürgerhaus | Ehem. Burgmannshaus, gen. Bürgerhaus | Salzkotten Vielser Straße 8 Karte                                  | | 1575                  | 10. September 1985 | 13              |
| Brunnenhaus | Brunnenhaus | Salzkotten Auf den Küten (hinter dem Rathaus) Karte                | | erneuert 1554         | 10. September 1985 | 14              |
| Stadtmauerrest | Stadtmauerrest | Salzkotten An der Stadtmauer/Vielser Straße                        | | ca. 1247              | 10. September 1985 | 15              |
| weitere Bilder | Ehem. Ackerbürgerhaus | Salzkotten Vielser Straße 18 Karte                                 | |                       | 30. Oktober 1985   | 16              |
| weitere Bilder | Jüdischer Friedhof | Salzkotten Schützenstraße 3 Karte                                  | | 1827                  | 5. November 1985   | 17              |
| weitere Bilder | Kath. Pfarrkirche St. Joh. Baptist | Salzkotten Klingelstraße 12 Karte                                  | | 1275 (fertiggestellt) | 18. Dezember 1985  | 28              |
| Kirchhoflaterne (Totenleuchte) | Kirchhoflaterne (Totenleuchte) | Salzkotten Klingelstraße 12 Karte                                  | | 14. Jh.               | 18. Dezember 1985  | 29              |
| Kruzifix an der Kirche | Kruzifix an der Kirche | Salzkotten Klingelstraße 12                                        | |                       | 18. Dezember 1985  | 30              |
| Kleines Fachwerkhaus mit Utlucht | Kleines Fachwerkhaus mit Utlucht | Salzkotten Klingelstraße 15 Karte                                  | | ca. 1790              | 18. Dezember 1985  | 31              |
| Stadtmauerrest | Stadtmauerrest | Salzkotten Bäckerstraße Karte                                      | | ca. 1247              | 18. Dezember 1985  | 32              |
| Wohn- u. Geschäftshaus | Wohn- u. Geschäftshaus | Salzkotten Lange Straße 38 Karte                                   | |                       | 2. Juni 1986       | 33              |
| Mutterhaus der Franziskanerinnen – Kirche mit Turm (ohne Chor sowie die an die Kirche anschließende Straßenfassade zur Paderborner Straße hin) | Mutterhaus der Franziskanerinnen – Kirche mit Turm (ohne Chor sowie die an die Kirche anschließende Straßenfassade zur Paderborner Straße hin) | Salzkotten Paderborner Straße 5, 7 u. 9 Karte                      | |                       | 3. Juni 1986       | 34              |
| weitere Bilder | Postamt | Salzkotten Lange Straße 25 Karte                                   | | 1903                  | 20. August 1986    | 37              |
| weitere Bilder | Meilenstein | Salzkotten B 1 – Paderborner Straße Karte                          | | 1. Hälfte 19. Jh.     | 13. Januar 1987    | 58              |
| Fachwerk-Giebelhaus | Fachwerk-Giebelhaus | Salzkotten Vielser Straße 4 Karte                                  | |                       | 1. April 1987      | 62              |
| weitere Bilder | Ackerbürgerhaus | Salzkotten Vielser Straße 9 Karte                                  | |                       | 1. April 1987      | 63              |
| Fachwerk-Giebelhaus | Fachwerk-Giebelhaus | Salzkotten Vielser Straße 14 Karte                                 | |                       | 1. April 1987      | 64              |
| weitere Bilder | Fachwerk-Giebelhaus (ehem. Ackerbürgerhaus) | Salzkotten Vielser Straße 10 Karte                                 | ältestes Ackerbürgerhaus in Salzkotten | 1575                  | 1. April 1987      | 66              |
| Fachwerk-Giebelhaus (ehem. Ackerbürgerhaus) | Fachwerk-Giebelhaus (ehem. Ackerbürgerhaus) | Salzkotten Vielser Straße 12 Karte                                 | |                       | 1. April 1987      | 66              |
| Fachwerkhaus | Fachwerkhaus | Salzkotten Lange Straße 11 Karte                                   | |                       | 16. Oktober 1987   | 67              |
| Pfarrhaus, äußeres Erscheinungsbild | Pfarrhaus, äußeres Erscheinungsbild | Salzkotten Klingelstraße 10 Karte                                  | |                       | 20. Oktober 1987   | 82              |
| Wohnhaus, Vikarie (äußeres Erscheinungsbild)                                                                                                   | Wohnhaus, Vikarie (äußeres Erscheinungsbild)                                                                                                   | Salzkotten Klingelstraße 14 Karte                                  | |                       | 20. Oktober 1987   | 83              |
| Ehem. Feuerwehrgerätehaus | Ehem. Feuerwehrgerätehaus | Salzkotten Am Bürgerturm 18 Karte                                  | |                       | 20. Oktober 1987   | 84              |
| Bahnbrücke über die Heder | Bahnbrücke über die Heder | Salzkotten Karte                                                   | |                       | 2. Februar 1988    | 90              |
| Wegekreuz | Wegekreuz | Salzkotten Dr.-Krismann-Straße Karte                               | | bez. 1903             | 3. Mai 1988        | 92              |
| weitere Bilder | Ehem. Ackerbürgerhaus | Salzkotten Lange Straße 33 Karte                                   | | 1654                  | 3. Mai 1988        | 93              |
| Fachwerkhaus | Fachwerkhaus | Salzkotten Lange Straße 53 Karte                                   | |                       | 3. Mai 1988        | 94              |
| Stadtmauerrest | Stadtmauerrest | Salzkotten zwischen Klingelstraße und Lange Straße                 | |                       | 3. Mai 1988        | 95              |
| Fachwerk-Giebelhaus | Fachwerk-Giebelhaus | Salzkotten Am Bürgerturm 9 Karte                                   | |                       | 3. Mai 1988        | 97              |
| Ehem. Küsterhaus | Ehem. Küsterhaus | Salzkotten Klingelstraße 9 Karte                                   | |                       | 1. Januar 1989     | 99              |
| weitere Bilder | Bahnhof Salzkotten | Salzkotten Otto-Mauel-Platz 1 Karte                                | |                       | 7. Februar 1989    | 100             |
| weitere Bilder | Ehem. Ackerbürgerhaus | Salzkotten Vielser Straße 20 Karte                                 | | 1707                  | 14. September 1989 | 101             |
| Fachwerkgiebelhaus, ehem. Ackerbürgerhaus | Fachwerkgiebelhaus, ehem. Ackerbürgerhaus | Salzkotten Marktstraße 16 Karte                                    | |                       | 17. August 1994    | 111             |
| Fachwerkwohnhaus | Fachwerkwohnhaus | Salzkotten Vielser Straße 15 Karte                                 | |                       | 6. Februar 1995    | 114             |
| Fachwerkhaus | Fachwerkhaus | Salzkotten Vielser Straße 7 Karte                                  | |                       | 6. Februar 1995    | 115             |
| Ehem. Ackerbürgerhaus | Ehem. Ackerbürgerhaus | Salzkotten Lange Straße 23 Karte                                   | | 1752                  | 14. Dezember 1995  | 116             |
| weitere Bilder | Laurentiushof, ehem. Gutshaus | Salzkotten Bosenholz 11 Karte                                      | | 1853                  | 13. Mai 1996       | 118             |
| Fachwerkhaus | Fachwerkhaus | Salzkotten Am Bürgerturm 2 Karte                                   | |                       | 13. September 2004 | 122             |
| weitere Bilder | Gutshof Dreckburg, (Winkelscheune) | Salzkotten Dreckburg 1 Karte                                       | |                       | 7. Oktober 2005    | 123             |
| weitere Bilder | Wohn- und Geschäftshaus einschl. Ausstattung (Schankraum)                                                                                      | Salzkotten Klingelstraße 3 Karte                                   | Vierständerhallenhaus von 13 Gebinden Länge auf einer Grundfläche von 20,90 × 13,35 m. Im Innern großformatige, haushohe Diele mit zwei offenen Luchten und zweigeschossigen Seitenschiffen. | 1563                  | 22. Januar 2009    | 124             |
| Ehemaliges Landarbeiterhaus | Ehemaliges Landarbeiterhaus | Salzkotten Dreckburg 5 Karte                                       | |                       | 28. Januar 2010    | 126             |
| Kath. Kirche St. Petrus u. Paulus mit den Ausstattungsstücken: 2 barocke Skulpturen, 1 Kreuz mit Corpus u. 1 Strahlenkreuzmadonna              | Kath. Kirche St. Petrus u. Paulus mit den Ausstattungsstücken: 2 barocke Skulpturen, 1 Kreuz mit Corpus u. 1 Strahlenkreuzmadonna              | Scharmede Scharmeder Straße Karte                                  | | 1905–1906             | 1. April 1987      | 65              |
| Historische Kirchenausstattung Kath. Pfarrkirche St. Petrus u. Paulus Scharmede                                                                | Historische Kirchenausstattung Kath. Pfarrkirche St. Petrus u. Paulus Scharmede                                                                | Scharmede Scharmeder Straße Karte                                  | |                       | 17. August 1994    | 65 a            |
| Speicher bei Hof Schulte-Alpmann | Speicher bei Hof Schulte-Alpmann | Scharmede Scharmeder Straße 36 Karte                               | | bez. 1589             | 18. Dezember 1985  | 22              |
| Wegekapelle | Wegekapelle | Scharmede Triftstraße/Küferweg                                     | | um 1900               | 18. Dezember 1985  | 23              |
| Wegekapelle | Wegekapelle | Scharmede bei Bahnhofstraße 14                                     | | um 1900               | 20. Oktober 1987   | 75              |
| Wegekapelle | Wegekapelle | Scharmede Scharmeder Straße/Bahnhofstraße Karte                    | | vor 1909              | 20. Oktober 1987   | 76              |
| Wegekapelle | Wegekapelle | Scharmede Scharmeder Straße/Mühlenweg (gegenüber Friedhof) Karte   | | um 1900               | 20. Oktober 1987   | 77              |
| Wegekapelle | Wegekapelle | Scharmede Triftstraße/Zur Laake Karte                              | | um 1900               | 20. Oktober 1987   | 78              |
| Wegekapelle | Wegekapelle | Scharmede Wasserstraße/Schmiedestraße Karte                        | | um 1900               | 20. Oktober 1987   | 79              |
| Wegekreuz | Wegekreuz | Scharmede Scharmeder Straße/Schmiedestraße Karte                   | | um 1900               | 20. Oktober 1987   | 80              |
| Wegekreuz | Wegekreuz | Scharmede bei Bahnhofstraße 27 Karte                               | | bez. 1894             | 18. Dezember 1985  | 21              |
| Wegekreuz | Wegekreuz | Schwelle Am Liemekebach 19 Karte                                   | | um 1900               | 18. Dezember 1985  | 24              |
| Bildstock | Bildstock | Schwelle Enkhauser Weg Karte                                       | | bez. 1734             | 14. Oktober 1986   | 39              |
| Wegekreuz | Wegekreuz | Schwelle bei Holsener Straße 62 Karte                              | | bez. 1888             | 14. Oktober 1986   | 40              |
| Wohnhaus | Wohnhaus | Schwelle Holsener Straße 62 Karte                                  | | 1. Drittel 20. Jh.    | 14. Oktober 1986   | 41              |
| Wegekreuz | Wegekreuz | Schwelle Holsener Straße 56 Karte                                  | | 1920                  | 14. Oktober 1986   | 42              |
| Kriegerehrenmal | Kriegerehrenmal | Schwelle An der Pfarrkirche Karte                                  | | bez. 1926             | 14. Oktober 1986   | 43              |
| weitere Bilder | Kath. Pfarrkirche St. Filippo Neri | Schwelle Holsener Straße 26 Karte                                  | |                       | 3. Mai 1988        | 91 Wikidata     |
| Gut Winkhausen | Gut Winkhausen | Schwelle Winkhauser Straße 15 Karte                                | |                       | 12. November 1993  | 110             |
| Hofhaus | Hofhaus | Schwelle Schweller Straße 18 Karte                                 | |                       | 21. September 1998 | 112             |
| Wegekreuz | Wegekreuz | Schwelle Holsener Straße 19 Karte                                  | | um 1905               | 13. Mai 1996       | 117             |
| Pfarrhaus | Pfarrhaus | Thüle Westernstraße 1 Karte                                        | | 1828                  | 1. April 1987      | 61              |
| Wegekapelle | Wegekapelle | Thüle Birkenstraße/Westernstraße                                   | | um 1900               | 18. Dezember 1985  | 25              |
| Nepomuk-Statue | Nepomuk-Statue | Thüle bei Westernstraße 5 Karte                                    | | 1734                  | 16. Dezember 1986  | 46              |
| weitere Bilder | Wegekapelle | Thüle Eschenstraße/Schäferstraße Karte                             | | um 1900               | 16. Dezember 1986  | 47 Wikidata     |
| weitere Bilder | Familienfriedhof | Thüle Westernstraße/Kirchbreite (an der Kirche) Karte              | |                       | 16. Dezember 1986  | 48              |
| Wegekreuz | Wegekreuz | Thüle bei Westernstraße 11 Karte                                   | | um 1900               | 16. Dezember 1986  | 52              |
| Kriegerehrenmal | Kriegerehrenmal | Thüle Westernstraße (an der Kirche) Karte                          | | 1913                  | 16. Dezember 1986  | 55              |
| weitere Bilder | Kath. Pfarrkirche St. Laurentius | Thüle Westernstraße/Kirchbreite Karte                              | | um 1200–1898          | 1. April 1987      | 60              |
| Historische Kirchenausstattung Kath. Pfarrkirche St. Laurentius Thüle                                                                          | Historische Kirchenausstattung Kath. Pfarrkirche St. Laurentius Thüle                                                                          | Thüle Westernstraße/Kirchbreite Karte                              | |                       | 24. März 1992      | 60a             |
| weitere Bilder | Haus Thüle mit Herrenhaus, Torhaus, zwei Scheunen und der Gräftenanlage                                                                        | Thüle Westernstraße 4 – 6 Karte                                    | |                       | 14. September 1989 | 102             |
| weitere Bilder | Familiengruft auf dem alten Friedhof | Thüle neben der Pfarrkirche Karte                                  | |                       | 17. August 1992    | 109             |
| Kriegerehrenmal | Kriegerehrenmal | Upsprunge Hederbornstraße/Bürener Straße Karte                     | | nach 1918             | 2. Juni 1986       | 35              |
| Kath. Pfarrkirche St. Peter | Kath. Pfarrkirche St. Peter | Upsprunge Kirchstraße Karte                                        | | 1895                  | 1. April 1987      | 59              |
| Historische Kirchenausstattung Kath. Pfarrkirche St. Petrus                                                                                    | Historische Kirchenausstattung Kath. Pfarrkirche St. Petrus                                                                                    | Upsprunge Kirchstraße Karte                                        | |                       | 13. Mai 2002       | 59 a            |
| Brücke über die Heder im Zuge des Straßenverlaufes Insel                                                                                       | Brücke über die Heder im Zuge des Straßenverlaufes Insel                                                                                       | Upsprunge Karte                                                    | |                       | 20. Oktober 1987   | 86              |
| Schnadstein bei Gut Wulfstal | Schnadstein bei Gut Wulfstal | Upsprunge Wulfstal 1 Karte                                         | | 1579 1851 restauriert | 23. April 1991     | 106             |
| Herrenhaus, Gut Wulfstal | Herrenhaus, Gut Wulfstal | Upsprunge Wulfstal 1 Karte                                         | | 1895                  | 17. August 1992    | 107             |
| Bildstock | Bildstock | Verne bei Verner Holz 33 Karte                                     | | 1729                  | 18. Dezember 1985  | 26              |
| Wegekreuz | Wegekreuz | Verne Enkhausen 23 Karte                                           | | 19. Jh.               | 18. Dezember 1985  | 27              |
| Kötterhaus | Kötterhaus | Verne Krewetstraße 18 Karte                                        | |                       | 16. Dezember 1986  | 45              |
| weitere Bilder | Pfarrkirche St. Bartholomäus | Verne Marienplatz 1 Karte                                          | | 12. Jh.               | 16. Dezember 1986  | 50              |
| Brünnekenkapelle | Brünnekenkapelle | Verne Zum Brünneken Karte                                          | | 1851                  | 16. Dezember 1986  | 51              |
| Wegekreuz | Wegekreuz | Verne Schlingweg/Berglar Karte                                     | | 19. Jh.               | 16. Dezember 1986  | 54              |
| Schnadstein | Schnadstein | Verne bei Verner Holz 33 Karte                                     | | bez. 1669             | 16. Dezember 1986  | 56              |
| Markus-Kapelle | Markus-Kapelle | Verne Schlingweg/Im Heil Karte                                     | |                       | 16. Dezember 1986  | 57              |
| weitere Bilder | Verna Burg | Verne Krewetstraße 3 Karte                                         | |                       | 19. Dezember 1989  | 103             |
| Fachwerkhofhaus, Gut Wandschicht | Fachwerkhofhaus, Gut Wandschicht | Verne Wandschicht 21 Karte                                         | |                       | 17. August 1992    | 108             |
| Wegekreuz | Wegekreuz | Verne Krewetstraße 14 Karte                                        | | um 1900               | 27. April 1998     | 113             |
| weitere Bilder | Schäfermeyer’sche Mühle | Verne Mühlendamm 33 Karte                                          | | 1819                  | 15. Juni 2009      | 125             |
| Historische Grenzsteine von 1669 | Historische Grenzsteine von 1669 | Verne Gemarkung Verne, Flur 4, Flurstücke 161, 171, 210            | | 1669                  | 17. Dezember 2010  | 126             |
| Bildstock | Bildstock | Verlar bei Dammstraße 38                                           | | bez. 1920             | 14. Oktober 1986   | 38              |
| Pfarrkirche St. Franziskus Xaverius | Pfarrkirche St. Franziskus Xaverius | Verlar Lippstädter Straße 66 Karte                                 | |                       | 16. Dezember 1986  | 49              |
| Grabkreuz „Vikar Klenke“ | Grabkreuz „Vikar Klenke“ | Verlar Mühlenfeld (Friedhof) Karte                                 | |                       | 19. Dezember 1989  | 104             |
| Historische Grenzsteine von 1669 | Historische Grenzsteine von 1669 | Verlar Gemarkung Verlar, Flur 3, Flurstücke 1135, 1314, 1419, 1420 | | 1669                  | 17. Dezember 2010  | 126             |

## Gelöschte Baudenkmäler
| Bild           | Bezeichnung              | Lage                               | Beschreibung | Bauzeit | Eingetragen seit  | Denkmal- nummer |
| -------------- | ------------------------ | ---------------------------------- | --- | ------- | ----------------- | --------------- |
| Haus Jürgens   | Haus Jürgens             | Salzkotten Lange Straße 18 Karte   | Verputzter, stark veränderter und zum Teil massiv erneuerter Fachwerkbau. Lange Zeit leer stehend und im August 2012 abgebrochen. Am 22. August 2012 aus der Denkmalliste gelöscht. |         | 16. Dezember 1983 | 5               |
| weitere Bilder | Mühlenrad der Buckemühle | Upsprunge Hederbornstraße 26 Karte | Am 6. August 2015 wurde das Mühlenrad aus der Denkmalliste gelöscht. |         | 20. Oktober 1987  | 85              |
| weitere Bilder | Bathen Kapelle           | Verne Sundern/Am Friedhof Karte    | Am 31. März 2015 stürzte ein Baum auf die Kapelle und zerstörte sie. Am 6. August 2015 wurde sie aus der Denkmalliste gelöscht.                                                     | 1887    | 16. Dezember 1986 | 53              |